# Reallön
Reallön, lön uttryckt i den mängd varor och tjänster man kan köpa för den, dvs justerat för inflation. 
Reallönen är kvoten mellan nominell lön och konsumentprisindex. Reallönen är oförändrad då nominell lön (förhandlad lön) och konsumentprisindex växer lika snabbt. 
Om den nominella lönen ökar med 10 % och vi samtidigt har en inflation på 6 %, kommer reallönen att öka med ca 3,8 %.
Enligt Näringslivets ekonomifakta har de svenska reallönerna fördubblats mellan 1968 och 2019.